# 西郷従徳
西郷 従徳（さいごう じゅうとく、1878年（明治11年）10月21日 - 1946年（昭和21年）2月6日）は、日本の陸軍軍人、政治家、華族。貴族院議員、陸軍大佐、正二位勲二等功四級、侯爵。

## 人物
西郷従道の次男として生まれる。西郷隆盛の甥にあたる。1899年11月、陸軍士官学校（11期）を卒業し、翌年6月、陸軍少尉任官。最終階級は陸軍大佐。父の薨去により、1902年8月9日、西郷家を継ぎ侯爵を襲爵。1904年、近衛歩兵第三連隊中隊長として日露戦争に向かい、鴨緑江会戦・遼陽会戦・沙河会戦・奉天会戦に参加した。1923年、加藤友三郎内閣の陸軍軍縮に伴い退官、予備役に編入された。墓所は多磨霊園。
資産家であり、東京府多額納税者（直接国税1万2000円余）に名を連ねたことがある。

## 官歴等
- 1903年（明治36年）10月20日 - 貴族院侯爵議員[5]
- 1906年（明治39年）5月30日 - 免 第一師管軍法会議判事、免 近衛歩兵第3連隊付[6]
  - 同日 - 補 軍事参議官副官、軍事参議官黒木為楨付属、兼任 陸軍省御用掛 [6]
- 1913年（大正2年）12月20日 - 免 陸軍省副官、近衛歩兵第4連隊付[7]

## 栄典
位階
- 1902年（明治35年）8月30日 - 正五位[8]
- 1906年（明治39年）9月10日 - 従四位[9]
- 1911年（明治44年）9月20日 - 正四位[10]
- 1917年（大正6年）10月1日 - 従三位[11]
- 1924年（大正13年）10月15日 - 正三位[12]
- 1941年（昭和16年）11月15日 - 正二位[13]

勲章等
- 1902年（明治35年）8月9日 - 侯爵[14]
- 1906年（明治39年）
  - 4月1日 - 勲五等双光旭日章・功四級金鵄勲章・明治三十七八年従軍記章[15]
  - 4月1日 - 勲四等旭日小綬章[16]
- 1912年（大正元年）8月1日 - 韓国併合記念章[17]
- 1915年（大正4年）
  - 11月7日 - 大正三四年従軍記章[18]
  - 11月10日 - 大礼記念章（大正）[19]
- 1918年（大正7年）9月26日 - 勲三等瑞宝章[20]
- 1931年（昭和6年）5月1日 - 帝都復興記念章[21]
- 1934年（昭和9年）
  - 4月 - 勲三等旭日中綬章[22]
  - 6月 - 勲二等瑞宝章[22]
- 1938年（昭和13年）2月11日 - 金杯一個[23]
- 1940年（昭和15年）4月 - 勲二等旭日重光章[22]

外国勲章佩用允許
- 1941年（昭和16年）12月9日 -  満洲帝国：建国神廟創建記念章[24]

## 家族
妻は岩倉具定の二女・豊子。6男4女がおり、長男は西郷従吾、以下、古河従純（古河財閥4代当主、長男古河潤之助は久邇宮朝融王娘婿）、西郷従竜（陸軍少佐）、西郷従宏（陸軍少佐）、黒木従達（東宮侍従長、黒木三次の養子）など。長女・道子は子爵稲葉直通（稲葉久通孫）の妻。

## 著作
- 『昭和聖勅謹話』 青山会館、1927年（昭和2年）
- 『母上の三年祭を迎へて』 西郷従徳、1931年（昭和6年）
- 『明治天皇と北海道』 明治天皇聖蹟保存会、1936年（昭和11年）
- 『西郷吉二郎大人』 西郷従徳、1939年（昭和14年）
- 『明治天皇の御聖徳に就て』（長野市聖徳記念会叢書第５輯 ） 西郷従徳、1939年（昭和14年）